# Wehrturm Wiedlisbach

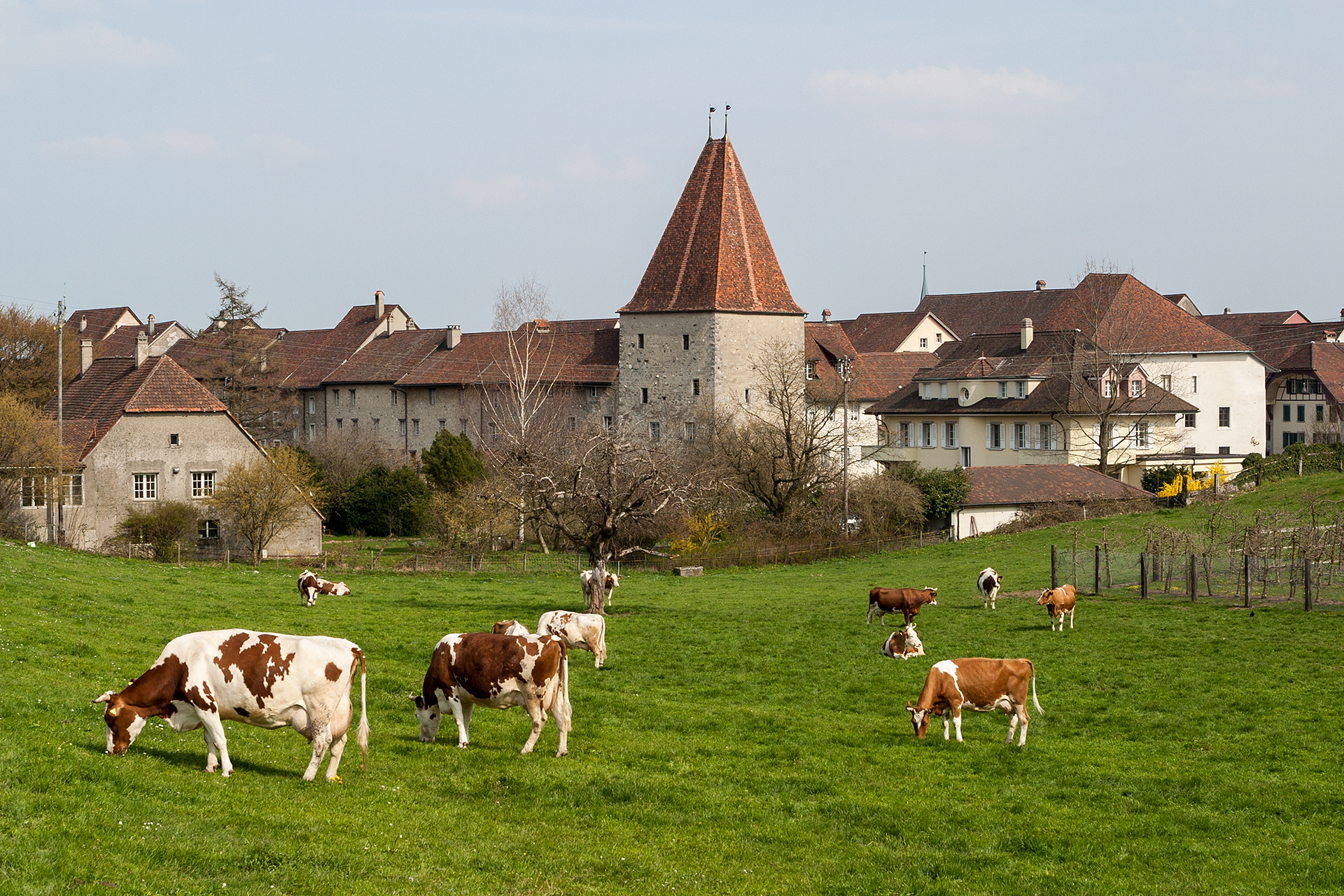
Wehrturm Wiedlisbach

Der Wehrturm Wiedlisbach wurde im 13. Jahrhundert unter den Frohburgern erbaut und zunächst als Turmhaus und Wehrturm genutzt. Er befindet sich in der Gemeinde Wiedlisbach im Kanton Bern in der Schweiz.

## Geschichte
Ab ca. 1313 war die Stadt im Besitz des Grafen von Nidau. Die Frohburger errichteten im nordwestlichen Teil der Stadt einen Wehrturm (Städtliturm), der auch vermutlich der Sitz des örtlichen Vertreters des Stadtherrn war. Ein lokales Adelsgeschlecht, das sich nach dem Ort nannte, ist für das 13. und 14. Jahrhundert bekannt.
1375 gelangten die Stadt und der Wehrturm in den Besitz des Grafen Simon von Thierstein. 1406 konnten die Städte Bern und Solothurn die Herrschaften Bipp mit Wiedlisbach von dem Grafen von Neu-Kyburg erwerben. Die alleinige Verwaltung übernahm Bern ab 1463. Da der Vogt in Bipp residierte, wurde der Städtliturm zum Kornhaus umfunktioniert.
Während des Schweizer Bauernkrieges von 1653 schloss sich Wiedlisbach dem Aufstand an. Die siegreichen Berner Truppen plünderten die Stadt und entfernten die hölzernen Tore. Die Stadtmauern, die Torhäuser und der Wehrturm wurden hierbei nicht zerstört.
Die Tortürme blieben bis 1827 erhalten und wurden dann für neue Straßen abgerissen. Die Stadtmauern wurden mit der Zeit durch Gebäude ersetzt, die kompakte Form des Dorfkerns blieb aber noch sichtbar. An der nordwestlichen Ecke des Dorfkerns ist der Wehrturm noch gut sichtbar und ein Symbol von Wiedlisbach.
Eine Besichtigung des Inneren des Wehrturms ist nicht möglich, da er sich in Privatbesitz befindet.